# Асахан (султанат)
Асахан (индон. Asahan) — государство, существовавшее в XVII—XIX веках на острове Суматра.
В 1612 году султан Ачеха Искандар Муда отправился вверх по реке Асахан для встречи с раджой Симарголангом. Там, где река Асахан встречается с рекой Силау, он устроил двор. Так возник населённый пункт Танджунг-Балай («мыс двора»), который стал быстро развиваться благодаря торговле между Ачехом и Малаккой. Впоследствии сын Искандара Муды — Абдул Джалиль — получил эти места во владение, и стал первым султаном Асахана.
В 1865 году Асахан покорился Нидерландам, и туда был назначен нидерландский наместник. В 1867 году территория Асахана была разделена на три региона: Батубара, Асахан и Лабухан-Бату.

## Султаны Асахана
Султан Асахана носил титул «Сри Падука Раджа».
- 1630-16?? Абдул Джалиль I (сын Искандара Муды)
- 16??-17?? Саид (сын Абдул Джалиля I)
- 17??-1760 Мухаммад Махрум (сын Саида)
- 1760—1765 Абдул Джалиль II (сын Мухаммада Махрума)
- 1765—1805 Дева (сын Абдул Джалиля II)
- 1805—1808 Саид Муса (сын Девы)
- 1808—1813 Мухаммад Али (сын Девы)
- 1813—1859 Мухаммад Хусаин Рахмад I (сын Мухаммада Али)
- 1859—1888 Ахмад (сын Мухаммада Хусаина Рахмада I)